# Marsha P. Johnson
Marsha P. Johnson (født 24. august 1945, død 6. juli 1992) var en amerikansk transkønnet aktivist og drag queen, som kæmpede for homoseksuelle og transkønnedes rettigheder fra 1960'erne og til sin død i 1992. Hun var kendt for at hjælpe andre transkønnede i New Yorks gademiljø og tilsluttede sig desuden i sine sidste leveår ACT UP-bevægelsen i kampen mod AIDS.

## Baggrund
Marsha P. Johnson (tidligere Malcolm Michaels) blev født i Elizabeth, New Jersey. Johnsons opvækst var romersk katolsk, og hun forblev religiøs hele sit liv. Efter at have færdiggjort high school flyttede Marsha P. Johnson til Greenwich Village i New York, hvor hun begyndte at forfølge et nyt liv som drag queen. Johnsons første drag-navn var "Black Marsha", som senere blev til Marsha P. Johnson. Hvis nogen spurgte ind til P'et i hendes navn, var svaret: "Pay it no mind."
Marsha P. Johnson boede på gaden i New York indtil 1966, hvor hun tjente penge gennem bl.a. prostitution.

## Stonewall Uprising og aktivisme
Om morgenen d. 28. juni, 1969 var Marsha P. Johnson på homo-baren Stonewall Inn i New York, da politiet gennemførte en razzia, som resulterede i voldsomme optøjer mellem politi og civile. Johnson og hendes veninde, transkønnede Sylvia Rivera, er kendt for at være iblandt de første, der startede konflikten, som i dag er kendt som et af de vigtigste øjeblikke i de homoseksuelles frigørelsesbevægelses historie.
Stonewall-optøjerne blev startskuddet til en række demonstrationer, aktioner og bevægelser gennem 1970'erne og 1980'erne, der skulle fremme homoseksuelle og transkønnedes rettigheder og frihed. Marsha P. Johnson og Sylvia Rivera skabte Street Transvestites Action Revolutionaries, forkortet S.T.A.R. i starten af 1970'erne. I S.T.A.R-huset i New York samlede Johnson og Rivera mad og tøj ind til at hjælpe unge drags, transkønnede og homoseksuelle fra gaden. Huslejen til stedet betalte de to selv, ved at prostituere sig.
Udover at være en del af S.T.A.R. var Johnson også en del af performancegruppen Hot Peaches, og i 1980'erne var hun også involveret i bevægelsen ACT UP i kampen mod AIDS.

## Død og eftermæle
Marsha P. Johnson blev fundet død i Hudson River den 6. juli 1992, kort tid efter Pride-marchen. Politiet betragtede Johnsons død som et selvmord, men mange i det homoseksuelle miljø troede, at hun havde været offer for en hadforbrydelse.
I november 2012 lykkedes det aktivisten Mariah Lopez at få politiet til at genåbne sagen med muligheden for at eftersøge den som et drab. Dokumentarfilmen The Life and Death of Marsha P. Johnson, som udkom 21. april 2017, omhandler Lopez' kamp for at komme til bunds i årsagen til Johnsons død.
Det amerikanske band Antony and the Johnsons har taget 'Johnson' som en del af deres bandnavn for at ære Marsha P. Johnsons minde.